# Phone Operation Center

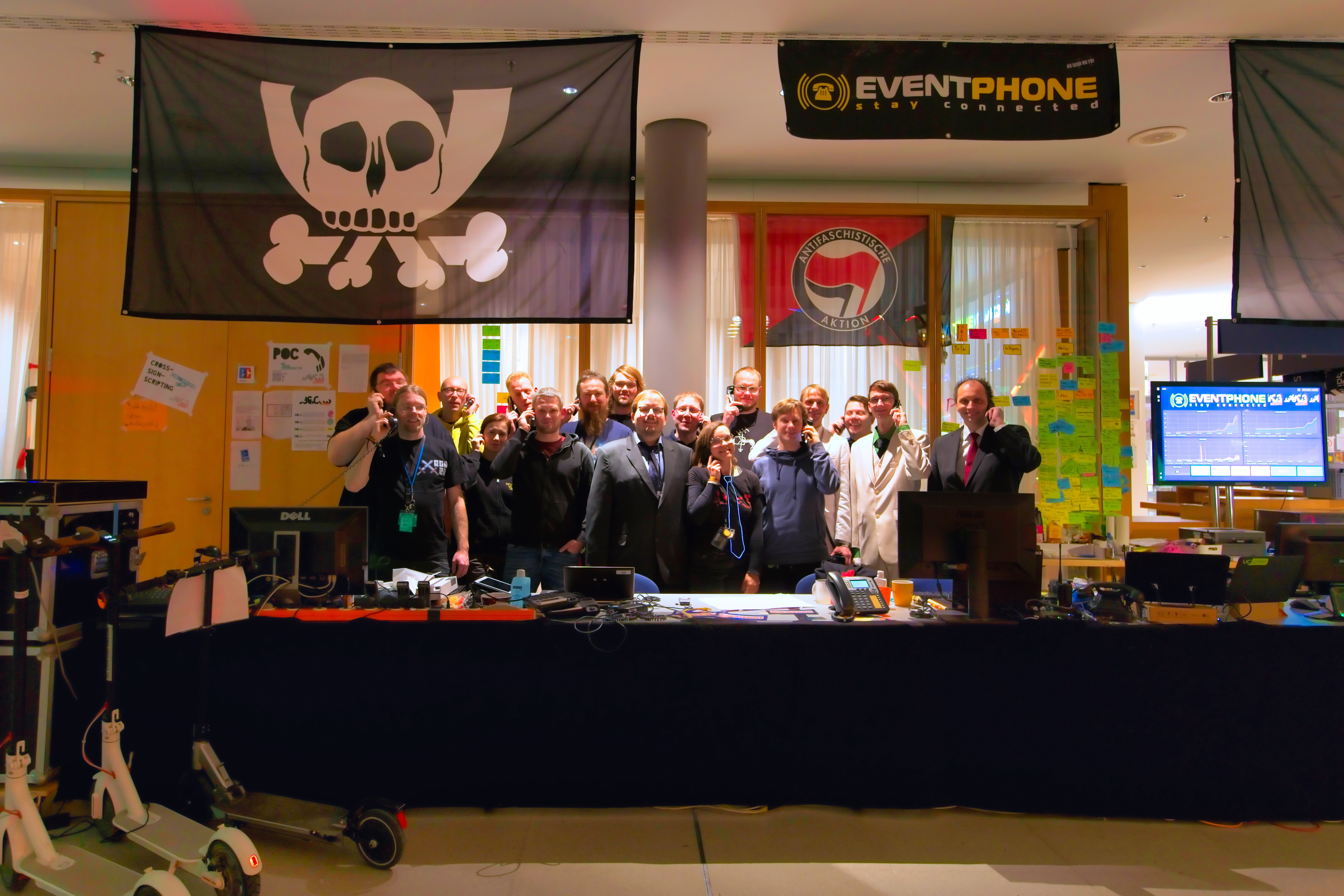
Gruppenfoto auf dem 36c3 (2019)

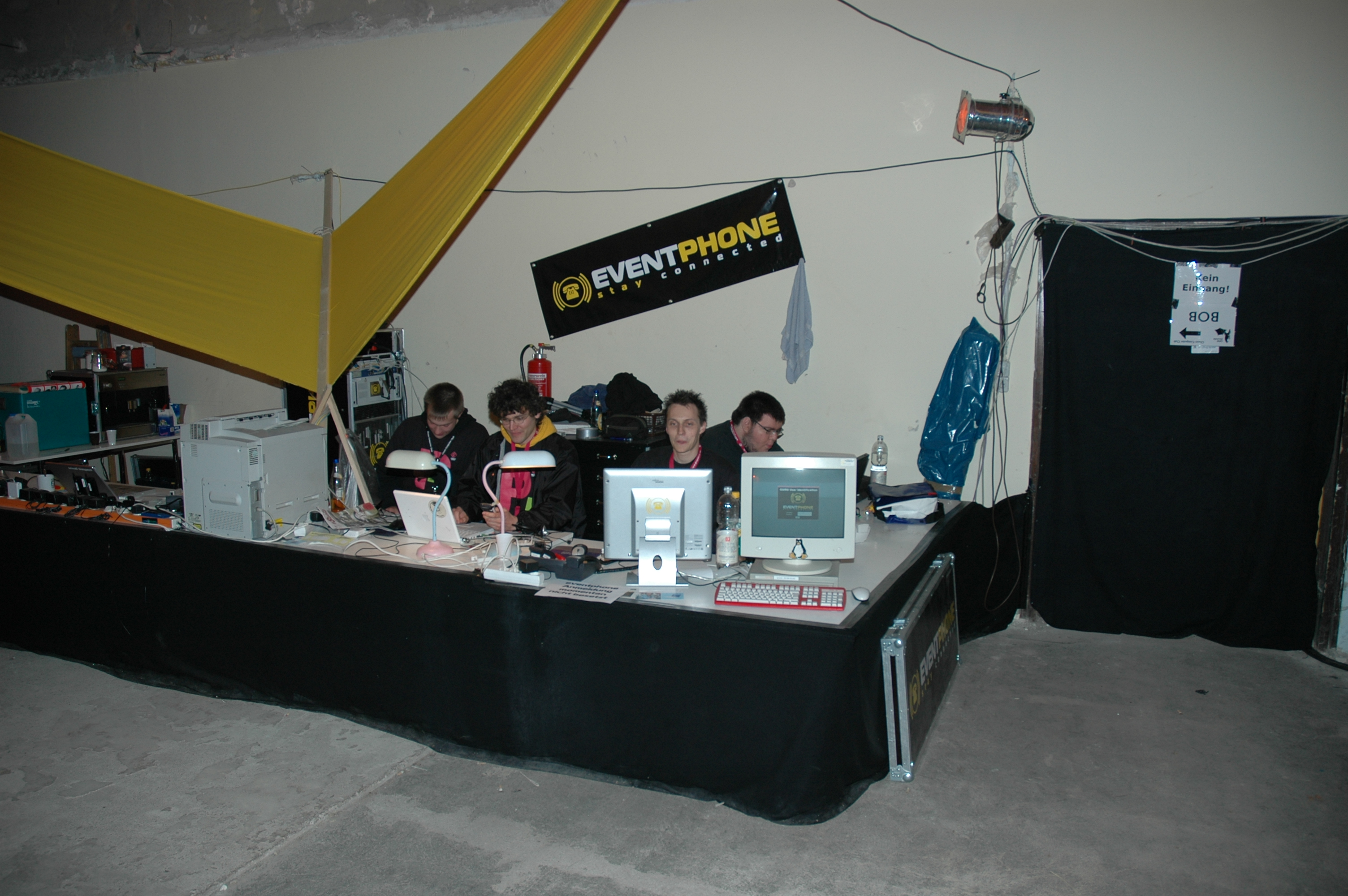
Eventphone bei Berlin 05

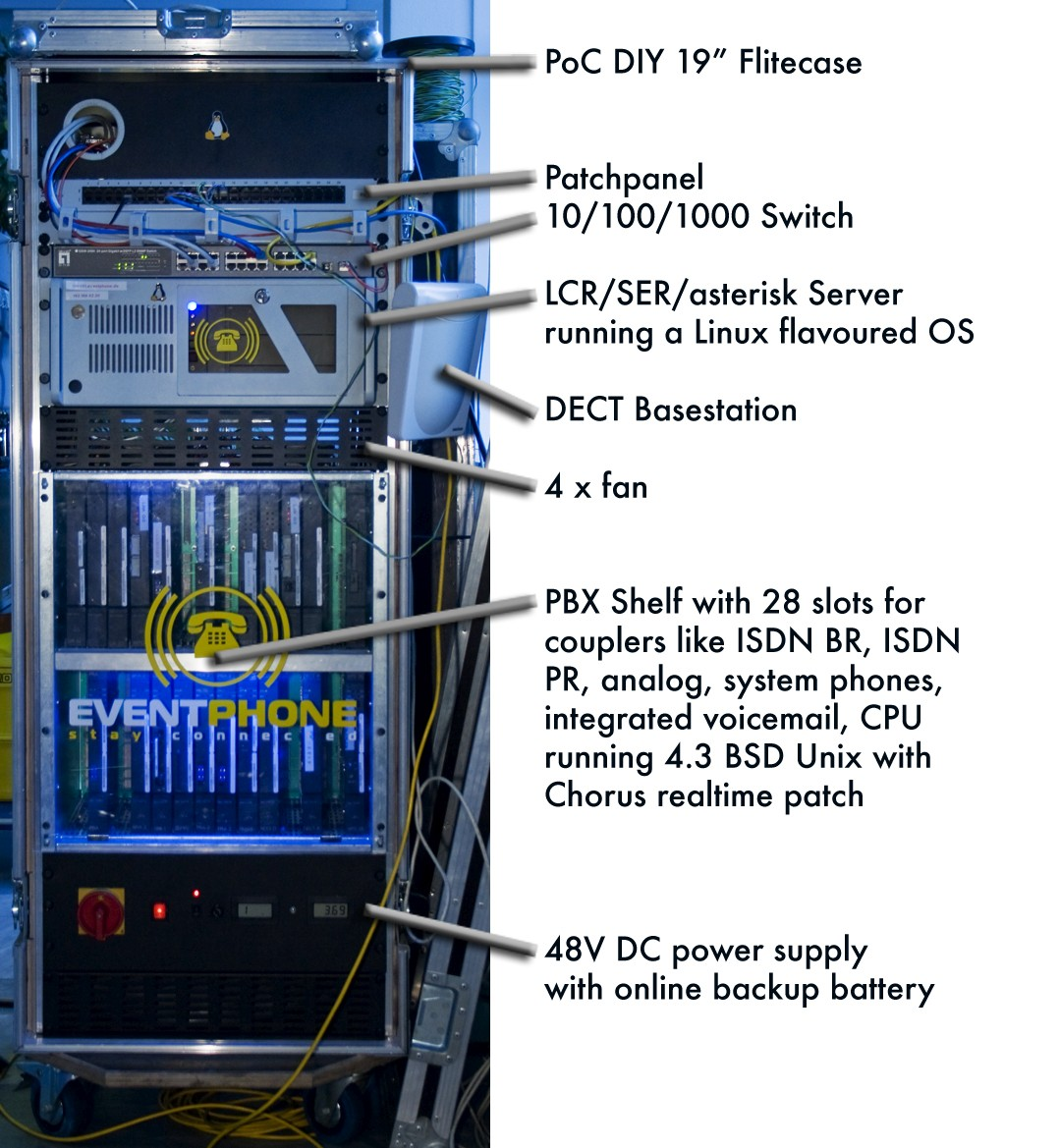
Eventphone Rack bis 2017 auf Alcatel-Basis

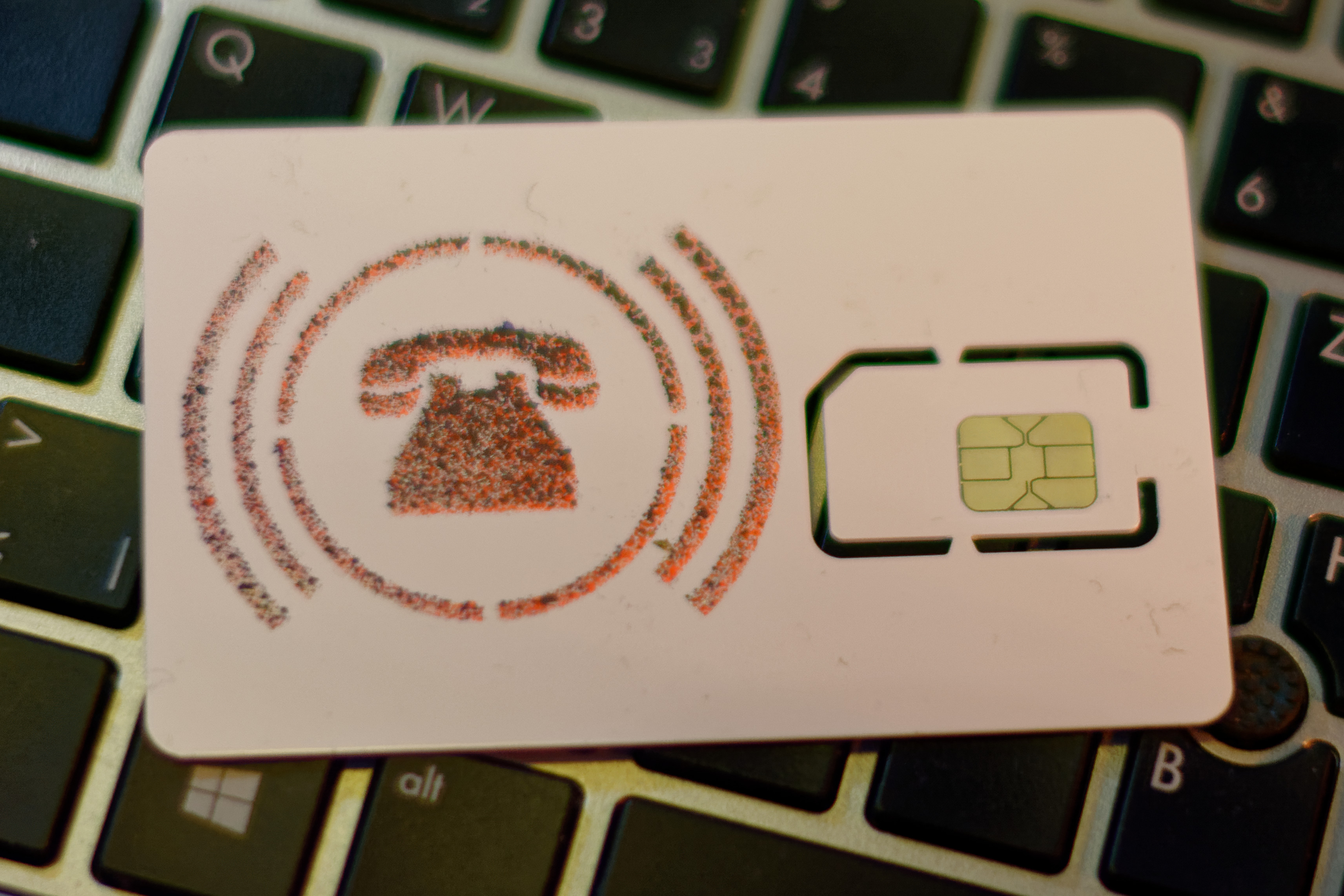
SIM-Karte aus der „35C3 SIM Card Art edition“ mit Eventphone-Logo.

Das Phone Operation Center (PoC) ist ein integriertes Hard- und Softwareprojekt, welches es ermöglicht, auf Großveranstaltungen ein flächendeckendes und funktionsfähiges DECT-Netz zu realisieren. Eine Besonderheit des PoC ist seine Mobilität und die Fähigkeit es an beliebigen Orten innerhalb weniger Stunden in Betrieb nehmen zu können. Das PoC wird in der Regel von Hackern des Chaos Computer Clubs auf dessen Veranstaltungen betrieben.

## Funktionsweise
Die Teilnehmer können ihr eigenes DECT-Telefon anmelden und sich eine eigene Nebenstelle aussuchen. Dabei arbeitet das PoC relativ problemlos mit dem Wildwuchs an Firmwarebeständen und DECT-GAP-Implementierungen der unterschiedlichen DECT-Chip-Hersteller. Neben den diversen internen Diensten, die man mit dem PoC nutzen kann, bietet es zeitlich unbegrenzte und kostenlose Telefonate ins gesamte deutsche Festnetz. Bei HackingAtRandom2009 wurden in Zusammenarbeit mit einem niederländischen Telefonprovider sogar kostenlose Anrufe in ganz Europa und die USA ermöglicht, auf der OHM2013 konnte man sogar kostenlos in nahezu die ganze Welt telefonieren.
Auf dem Chaos Communication Congress entsteht durch das PoC regelmäßig ein Telefonnetz. Während des 35. Chaos Communication Congresses im Jahr 2018 wurden über 6400 Nebenstellen genutzt (3861 DECT, 1346 SIP, 1281 GSM) und etwa 269.800 Gespräche geführt. Die Bezeichnung entstand während der Vorbereitungen zum zweiten Chaos Communication Camp in Berlin und ist angelehnt an „Network Operation Center“. Allerdings wird der Buchstabe „O“ in der Abkürzung PoC entgegen der häufigen Annahme klein geschrieben. Die Abkürzung PoC wurde erstmals in einem TWiki verwendet und Seitennamen mussten systembedingt in CamelCase geschrieben sein. Diese Schreibweise wurde dann beibehalten.
Die Initiatoren des PoC sind Sascha Ludwig und Martin Assenmacher. Bis 2017 wurde das Netz auf der Basis einer Telefonanlage der Firma Alcatel realisiert, inzwischen wurde auf IP-DECT-Basisstationen der Firma Mitel umgestellt.
Auf dem CCC-Camp 2023 und dem 38. Chaos Communication Congress (2024) wurden erstmals ISDN-Verbindungen sowie analoge Telefonanschlüsse für Besucher angeboten. Beide ermöglichten Telefonie und Internetzugriff. Auf dem 38C3 wurde eine EWSD-Anlage von Siemens eingesetzt.

## Technik
Zentraler Baustein des PoC war bis 2017 ein Rack, welches im Wesentlichen folgende Komponenten enthielt:
- Eine Telefonanlage vom Typ Alcatel OmniPCX Enterprise (4400) mit Platz für 28 Baugruppen-Einschüben für S0-Ports, analoge Telefone, Voicemail etc.
- Einen Server auf Linux-Basis, der mit verschiedenen VoIP-Lösungen Telefoniedienste realisierte. Hier kam im Laufe der Jahre Software wie Asterisk, Linux Call Router, SIP Express Router und Yate zum Einsatz[7][3].
- Eine USV
- Einen Kabel-Hauptverteiler, auf den die telefonanlagenseitige Verkabelung aufgelegt war und über den die Verbindung zum Hauptverteiler eines Gebäudes hergestellt werden konnte

Das für das PoC wesentlichste Element, das Mehrzellen-DECT-System, wurde von der Alcatel-Telefonanlage bereitgestellt. Das System stieß jedoch an seine Grenzen, die Hauptprobleme dabei waren Wartezeiten bei der Registrierung, da die Registrierungen nicht für die nächsten Veranstaltungen gespeichert werden konnten, sowie ein erhöhter Aufwand während des Aufbaus: Da die Telefonanlage Schnittstellen mit TDM-Übertragungstechnologie bereitstellt, musste jedes Telefon bzw. jedes DECT-Kanalelement einzeln mit der Gebäudeverkabelung am Veranstaltungsort verbunden werden.
Ab 2018 kommt ein von Grund auf neu entwickeltes System zum Einsatz. Die Basis bildet wieder ein Rack. Die aktuelle Variante setzt allerdings vollständig auf VoIP-Technologien auf. Der Kern ist ein Server vom Typ HP ProLiant DL380G7. Verschiedene virtuelle Maschinen stellen dabei folgende Dienste bereit:
- Schnittstelle zur Website des PoC und der Möglichkeit, Nebenstellen über das Internet bzw. im Vorfeld von Veranstaltungen, auf denen das PoC präsent ist, zu registrieren bzw. zu verwalten.
- Die Telefonie-Funktionen werden mithilfe mehrerer Instanzen der Software Yate realisiert. Die Yate-Instanzen realisieren Dienste für verschiedene Domänen und erlauben somit, im Wartungsfall nur einzelne Bereiche des Telefonnetzes abzuschalten.
- Eine selbstentwickelte Software zum Steuern einer API des Herstellers des aktuell eingesetzten IP-DECT-Systems Mitel.

## Trivia
In Vorträgen und Videos behauptet das Team, PoC würde nicht für Phone Operation Center, sondern für Party Operation Center stehen. Ziel wäre es, alle technischen Prozesse so weit zu optimieren, dass während einer Veranstaltung durchgängig gefeiert werden kann, anstatt zu arbeiten. Die Optimierung scheint der Gruppe gelungen zu sein, denn seit 2019 produzieren sie zusätzlich Musikvideos und Kampagnen. In der auf dem Easterhegg 2019 in Wien gedrehten Hommage an Icke & Er, DECT Richtig Geil thematisieren sie die Drahtlostelefonie im Umfeld des Chaos Computer Clubs, aber auch die Löschdiskussionen der Wikipedia. Zitat: "6000 user, richtig geil, auf Wikipedia gelöscht, trotzdem geil." In der Jan Böhmermann Hommage, Ich hab Feuerwehr stellen sie das Thema Datenschutz in den Mittelpunkt und kritisieren beispielsweise die Geschäftsmodelle von Adresshändlern, Google LLC und Meta Platforms (vormals Facebook Inc.) Gedreht wurde das Video auf dem Chaos Communication Camp 2019 im Ziegeleipark Mildenberg. Als Easter Egg ist im Video mehrfach die Webseite von Cambridge Analytica zu sehen, die zum Zeitpunkt des Videodrehs nicht mehr existierte, weil das Unternehmen 2018 aufgelöst wurde. Auch in Kurzvideos kommentieren sie künstlerisch Gesellschaft und Umwelt. In Hallo, hier ist Euer ST Bee! persiflieren sie die Youtuberin Dagi Bee. Im Clip Promo Erdgeist wird die Schleyer-Entführung zitiert und im Clip Promo Hotel DECT das Thema Pandemie behandelt.

## Veranstaltungen mit dem PoC
Quelle:
- HAL2001

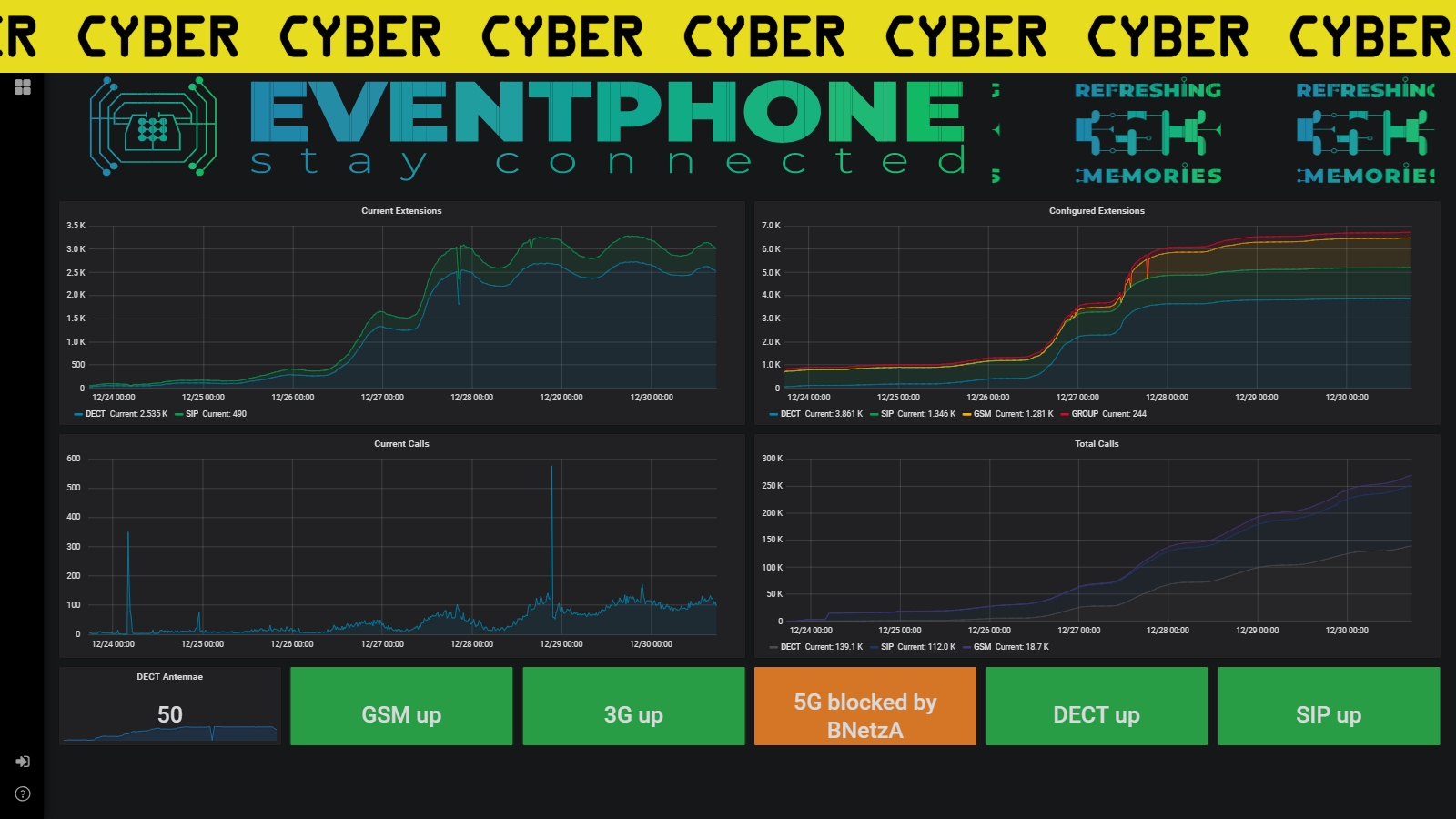
Screenshot des PoC-Dashboard am Ende des 35. Chaos Communication Congresses (35C3) in Leipzig

- 19. Chaos Communication Congress 2002
- Chaos Communication Camp 2003[1]
- 20. Chaos Communication Congress 2003[16]
- Easterhegg 2004
- ICMP 2 / 2004
- 21. Chaos Communication Congress 2004
- EasterHegg 2005
- Berlin 05
- What The Hack 2005
- MRMCD 11b (Metarheinmain-Chaosdays)
- 22. Chaos Communication Congress 2005
- FrOSCon 2006 (Free & Open Source Software Conference, Bonn/Rhein-Sieg)
- ICMP 3 / 2006
- MRMCD 101b (Metarheinmain-Chaosdays)
- 23. Chaos Communication Congress 2006
- EasterHegg 2007
- Chaos Communication Camp 2007
- FrOSCon 2007 (Free & Open Source Software Conference, Bonn/Rhein-Sieg)
- MRMCD110b (Metarheinmain-Chaosdays)
- ubucon 2007 – Ubuntu Conference an der Hochschule Niederrhein in Krefeld
- 24. Chaos Communication Congress 2007
- Easterhegg 2008
- ICMP4 / 2008
- FrOSCon 2008 (Free & Open Source Software Conference, Bonn/Rhein-Sieg)
- MRMCD111b (Metarheinmain-Chaosdays 2008)
- 25. Chaos Communication Congress 2008
- EasterHegg 2009
- SIGINT 2009
- HackingAtRandom (HAR) 2009
- FrOSCon 2009 (Free & Open Source Software Conference, Bonn/Rhein-Sieg)
- MRMCD0x8h (Metarheinmain-Chaosdays 2009)
- 26. Chaos Communication Congress 2009
- Chemnitzer Linux-Tage 2010
- EasterHegg 2010
- ICMP5 / 2010
- FrOSCon 2010 (Free & Open Source Software Conference, Bonn/Rhein-Sieg)
- MRMCD1001b (Metarheinmain-Chaosdays 2010)
- 27. Chaos Communication Congress 2010
- Chemnitzer Linux-Tage 2011
- EasterHegg 2011 (Hamburg)
- SigInt2011
- Chaos Communication Camp 2011
- FrOSCon 2011 (Free & Open Source Software Conference, Bonn/Rhein-Sieg)
- 28. Chaos Communication Congress 2011
- SigInt2012
- ICMP6 / 2012
- FrOSCon 2012 (Free & Open Source Software Conference, Bonn/Rhein-Sieg)
- MRMCD 2012
- 29. Chaos Communication Congress 2012
- EasterHegg 2013 (Paderborn)
- SigInt2013
- OHM2013 (Geestmerambacht, NL)
- FrOSCon 2013 (Free & Open Source Software Conference, Bonn/Rhein-Sieg)
- MRMCD 2013
- 30. Chaos Communication Congress (2013)
- EasterHegg 2014
- FrOSCon 9 (2014)
- 31. Chaos Communication Congress (2014)
- Chaos Communication Camp 2015[17]
- FrOSCon 10 (2015)
- 32. Chaos Communication Congress (2015)
- FrOSCon 11 (2016)
- 33. Chaos Communication Congress (2016)
- 34. Chaos Communication Congress (2017)
- EasterHegg 2018[18]
- Electromagnetic Field 2018[19]
- 35. Chaos Communication Congress (2018)[2]
- EasterHegg 2019[20]
- Chaos Communication Camp 2019[21]
- MRMCD 2019[22]
- 36. Chaos Communication Congress (2019)[23]
- DiVOC Hidden Service (2020)[24]
- FrOSCon 15[25]
- DiVOC Push to Talk (2020)[26]
- remote Chaos Experience rC3 (2020)[27]
- DiVOC Reboot to Respawn (2021)[28]
- Electromagnetic Field Camp (2022)[29]
- Chaos Communication Camp 2023[30]
- MRMCD 2023[31]
- 37. Chaos Communication Congress (2023)[32]
- MRMCD 2024[33]